# Alojzy Campos Górriz
Alojzy Campos Górriz, hiszp. Luis Campos Górriz (ur. 30 czerwca 1905, zm. 28 listopada 1936 w Picadero de Paterna) – błogosławiony Kościoła katolickiego, męczennik okresu wojny domowej w Hiszpanii, ofiara prześladowań antykatolickich, hiszpański laik.

## Życiorys
Uczęszczał do kolegium jezuitów pod wezwaniem św. Józefa w Walencji, a po jego ukończeniu podjął studia uniwersyteckie na wydziałach literatury i filozofii „Universidad de Valencia”, a w 1926 otworzył przewód doktorski zakończony uzyskaniem tytułu naukowego z prawa. Dzięki formacji już w czasie studiów brał aktywny udział w działalności Sodalicji Mariańskiej i Akcji Katolickiej. Kilkukrotnie towarzyszył Ángelowi Herrerze Oriai w jego europejskich podróżach. Był członkiem studenckich i ogólnokrajowych organizacji katolickich, pełniąc w nich eksponowane stanowiska. Działalność zawodową rozpoczął w 1930 jako prawnik. W porozumieniu z arcybiskupem Walencji zorganizował pierwszy w Hiszpanii ogólnokrajowy zjazd Kongresu Młodzieży Katolickiej. 25 maja 1933 założył rodzinę żeniąc się z Carmen rteche Echeturía, a dwa lata później, po przyjściu na świat córki zamieszkali w Madrycie. Od 1935 pełnił obowiązki sekretarza generalnego „Asociación Católica de Propagandistas”. Owdowiawszy w marcu 1936 powrócił do Walencji. Po wybuchu wojny domowej aresztowany i rozstrzelany za działalność w Akcji Katolickiej 28 listopada 1936. W czasie egzekucji w dłoniach trzymał różaniec.
Uznany został za ofiarę nienawiści do wiary (łac. odium fidei).

## Beatyfikacja
Badanie okoliczności śmierci i materiały zaczęto zbierać w 1950. Proces informacyjny rozpoczął się 8 lipca 1952 w Walencji i trwał do 1956. Beatyfikowany razem z grupą wyniesionych na ołtarze męczenników z zakonu jezuitów, których był wychowankiem, zamordowanych podczas prześladowań religijnych 1936–1939, razem z Józefem Aparicio Sanzem i 232 towarzyszami, pierwszymi wyniesionymi na ołtarze Kościoła katolickiego w trzecim tysiącleciu przez papieża Jana Pawła II na placu Świętego Piotra w Watykanie 11 marca 2001.
Miejscem kultu Alojzego Campos Górriza jest archidiecezja walencka. Patronuje jednemu z budynków walenckiego Universidad CEU Cardenal Herrera.
Wspomnienie liturgiczne obchodzone jest przez katolików w dzienną rocznicę śmierci (29 września) i w grupie Józefa Aparicio Sanza i 232 towarzyszy 22 września.